# Эпипремнум
Эпипремнум (лат. Epipremnum) — род многолетних травянистых лиан семейства Ароидные (Araceae). Насчитывается, по разным данным, от 8 до 30 видов. Эпипремнум золотистый (Epipremnum aureum) — популярное комнатное растение (среди любителей в большей степени известное под названиями сциндапсус или потос), которое ценится за декоративность своих блестящих пёстрых листьев.

## Название
Научное название рода может быть переведено с греческого как «на стволах» и связано с обычным местом произрастания этих растений.

## Распространение
Ареал этого рода охватывает тропические леса от Индии до Северной Австралии. Наибольшее видовое разнообразие наблюдается в Юго-Восточной Азии.
В некоторых тропических регионах, например, на Гавайских островах, эпипремнум натурализовался.

## Биологическое описание
Представители рода — многолетние травянистые вечнозелёные лианы. Некоторые виды — небольшие растения, другие же — одни из наиболее крупных лиан тропической Азии, достигающие длины более 40 м (20 м). Растения ведут полуэпифитный образ жизни, то есть могут расти и как эпифиты, и как обычные наземные растения.

### Корни

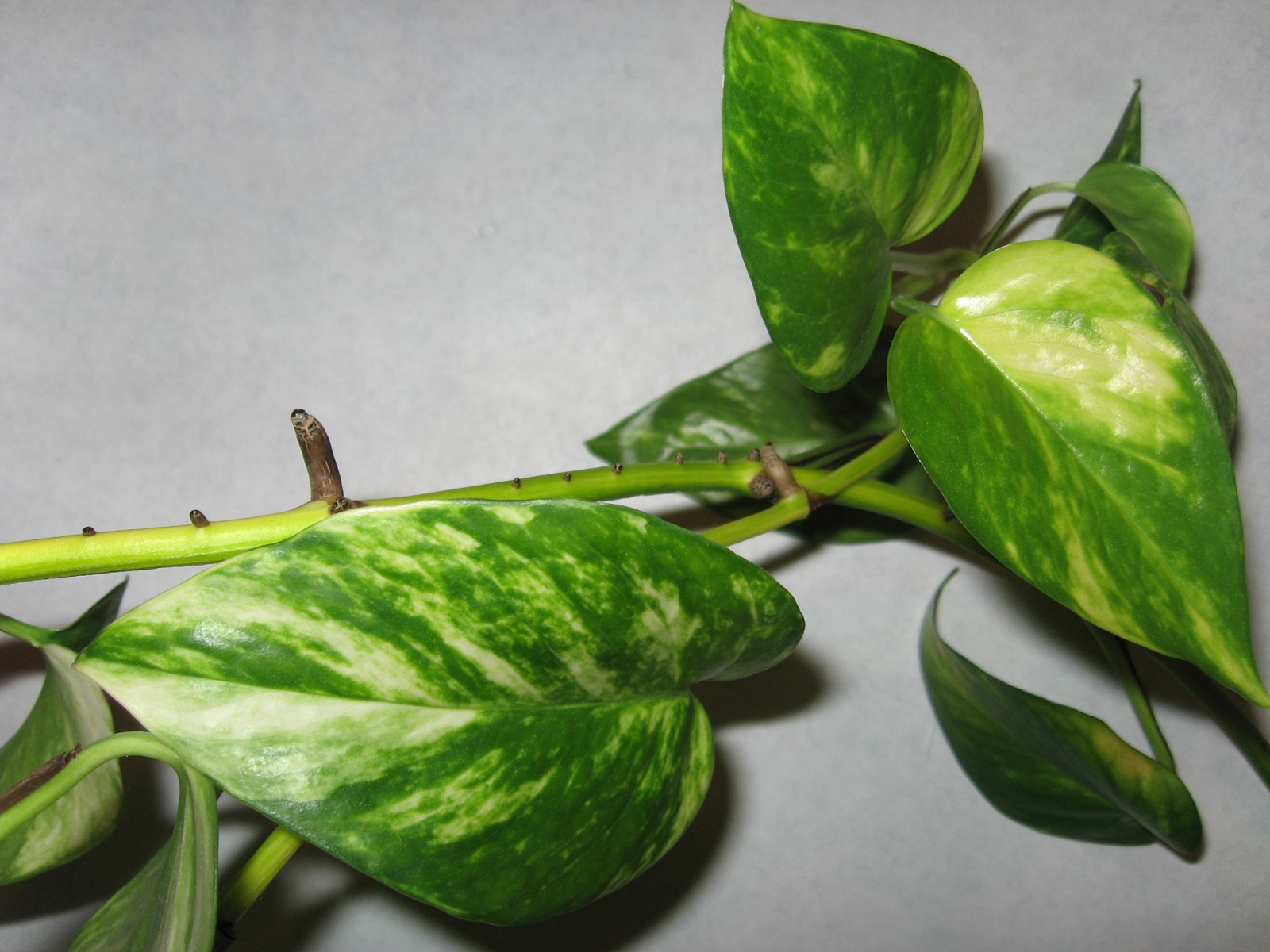
Воздушные корни на Эпипремнуме.

Корневая система мочковатая. На стеблях имеются многочисленные воздушные корни, из которых может развиться при благоприятных условиях дополнительная корневая система. Воздушные корни двух типов: появляющиеся из узлов цепляющиеся корни и появляющиеся из междоузлий питающие корни, укореняющиеся в почве, реже свободные. Оба типа корней с возрастом одревесневают: цепляющиеся становятся пробковыми, а питающие древесными и с корой разделённой на лентовидные волокна.

### Стебли
У взрослых растений стебли моноподиальные, укореняющиеся и цепляющиеся по всей длине. Свободных стеблей обычно не бывает, кроме случаев повреждения растений, например, отламывания стеблей в результате большого веса соцветий или плодов. Почти у всех видов появляются стебли, стремящиеся укорениться в почве и добыващие из неё питательные вещества, после этого снова поднимающиеся на деревья. Междоузлия разделены следами от опавших листьев, гладкие, без колючек или снабжённые заметными продольными беловатыми гребнями. Более старые полудревесные стебли пробковые или с характерной матовой или полублестящей бледно-коричневой бумагоподобной эпидермой, с или без профиллов, катафиллов и влагалищ листьев.
Катафиллы и профиллы от полукожистых до чешуйчатых, быстро опадающие или превращающиеся в волокна влагалищ, покрывая верхнюю часть стебля перед окончательным распадом.

### Листья
Листья равномерно распределены по всему стеблю или рассеянны внизу стебля и равномерно группами по оставшей части стебля.
Черешки с продольным ложбинками, слабо заметными вверху черешка. Влагалища заметные, сначала чешуйчатые, затем кожистые, вскоре засыхающие полностью или вдоль краёв, иногда превращающиеся в простые волокна, позже опадая и оставляя след или распадаясь полностью или частично.

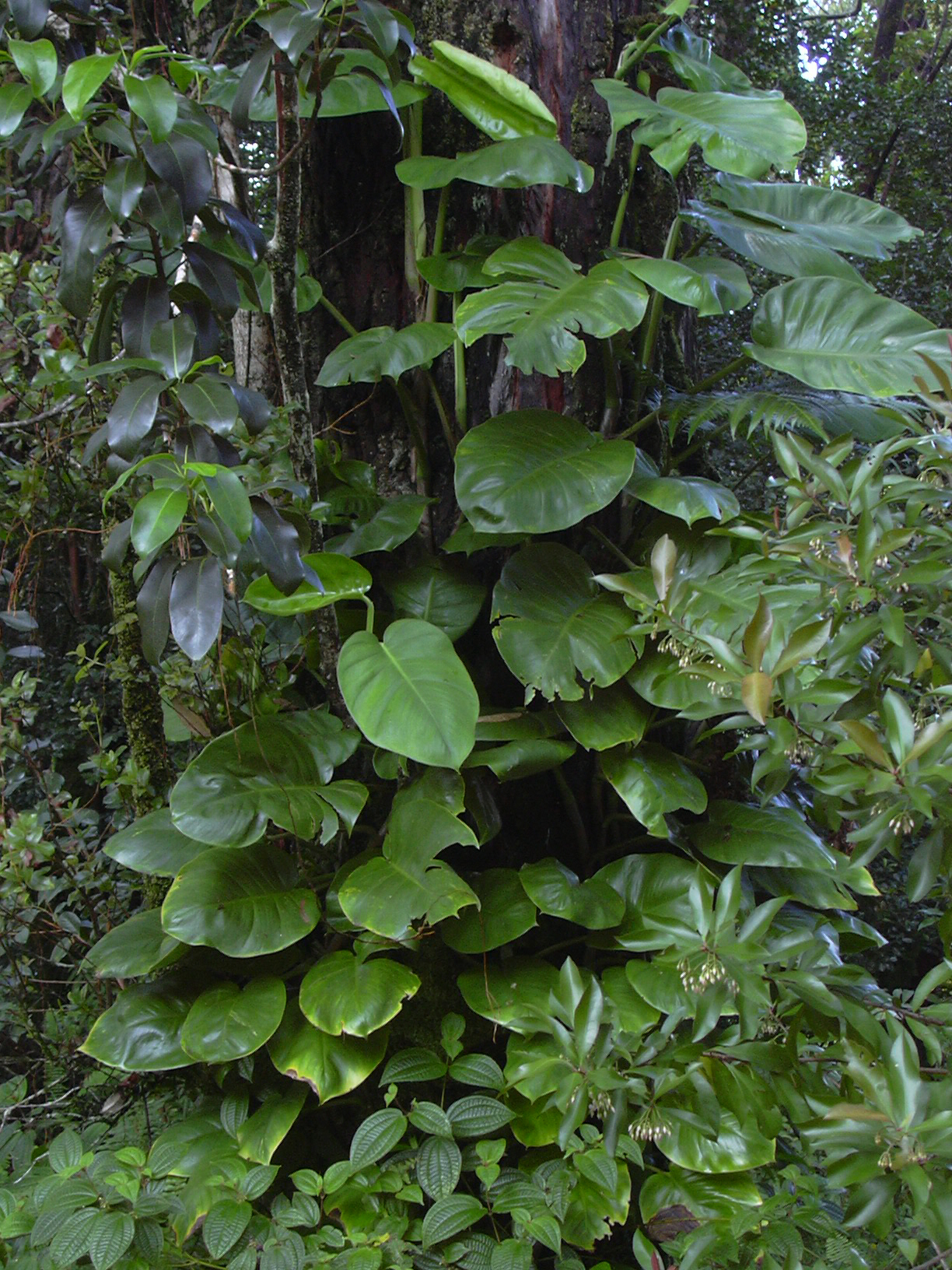
Epipremnum pinnatum, натурализовавшийся на Гавайях. Остров Мауи

Листовые пластинки от тонких до кожистых, простые, сердцевидные, у взрослых растений достигают 60 см в длину и 40 см в ширину. В молодом возрасте листья у растений имеют существенно меньшие размеры. Листовые пластинки от цельных до становящихся всё более и более перисторассечёнными или перистораздельными и перфорированными с возрастом, иногда между сегментами центральная жилка листа становится оголённой. Листовая пластинка с от мелких до хорошо заметных прозрачными точками вдоль центральной жилки. Эти точки часто перфорируются и увеличиваются, иногда простираясь на края листовой пластины.
Первичное жилкование от простого до перистого, причём межпервичные жилки тянутся параллельно первичным и иногда неотличимы от них. Вторичное жилкование полосчатое, участвует в составлении сетчатого узора. Третичное жилкование от сетчатого до тесселятного. Жилкование более высокого порядка характерно для видов с перистым разделением листовых пластинок и многочисленными перфорациями.

### Соцветия и цветки
Цвести растения обычно начинают только после того, как у них появится «взрослая» листва; поскольку в условиях комнатной культуры растения как бы «застревают» в детском возрасте, случаи цветения у комнатных эпипремнумов крайне редки. Соцветия одиночные или по нескольку, собранных вместе. Первичное соцветие обычно развивается в пазухе листа и (или) стремительно отмирающего катафилла, последующие — в пазухах профилла и катафилла.
Цветоножка от цилиндрической до частично сжатой. Покрывало формы каноэ, сильно или скорее слабо крючковатое, при открытии почти плоское, от жёсткого до мягко-кожистого, грязно-белое, зеленоватое или жёлтое.
Початок цилиндрический, сидячий, изредка на ножке, прямо сужающийся к вершине, немного косо стоящий в основании.
Цветки двудомные, голые. Завязь цилиндрическая, часто сжатая с боков, по-разному наклонённая. Верхние и самые нижние цветки на початке обычно стерильные. Плацента одна; семяпочки в числе 2—8, анатропные; область столбика от заметной до массивной; рыльце от точечного до линейного, липкое в женскую фазу цветения, периферической или продольной ориентации. Тычинок 4, нити ремневидные, пыльники заметно высовываются между завязями в мужскую фазу цветения, раскрываются продольным растрескиванием. Пыльца среднего размера, 36—44 мкм.

### Плоды
Плод — ягода с сильно увеличенной областью столбика, которая раскрывается поперечным растрескиванием и опадает, открывая углубление с семенами, вложенными в липкую, по разному окрашенную мякоть.
Семена изогнутые, теста твёрдая, гладкая, покрытая рисунком.
Число хромосом 2n=60 (56, 84).

## Химический состав
Все части растения ядовиты.

## Культивирование
Эпипремнумы, как и сциндапсусы, выращивают или как ампельные растения, или пускают их виться — по трубке с мхом, по стене или другой опоре. Для выращивания лучше использовать невысокие широкие ёмкости; земли для растений достаточно немного. Весной и летом полив обильный, но застоя воды допускать не следует; осенью и зимой полив умеренный. В городских квартирах эпипремнумы лучше всего растут на кухне, это связано с тем, что там обычно более тепло и более высокая влажность. Растениям требуется достаточно яркий свет, но без прямых солнечных лучей; выжить растения могут и при совсем слабом освещении, но в этом случае листья потеряют свою декоративность. Размножают растения стеблевыми черенками.

## Классификация
Род Эпипремнум относится к трибе Монстеровые (Monstereae) подсемейства Монстеровые (Monsteroideae) семейства Ароидные (Araceae).

## Виды

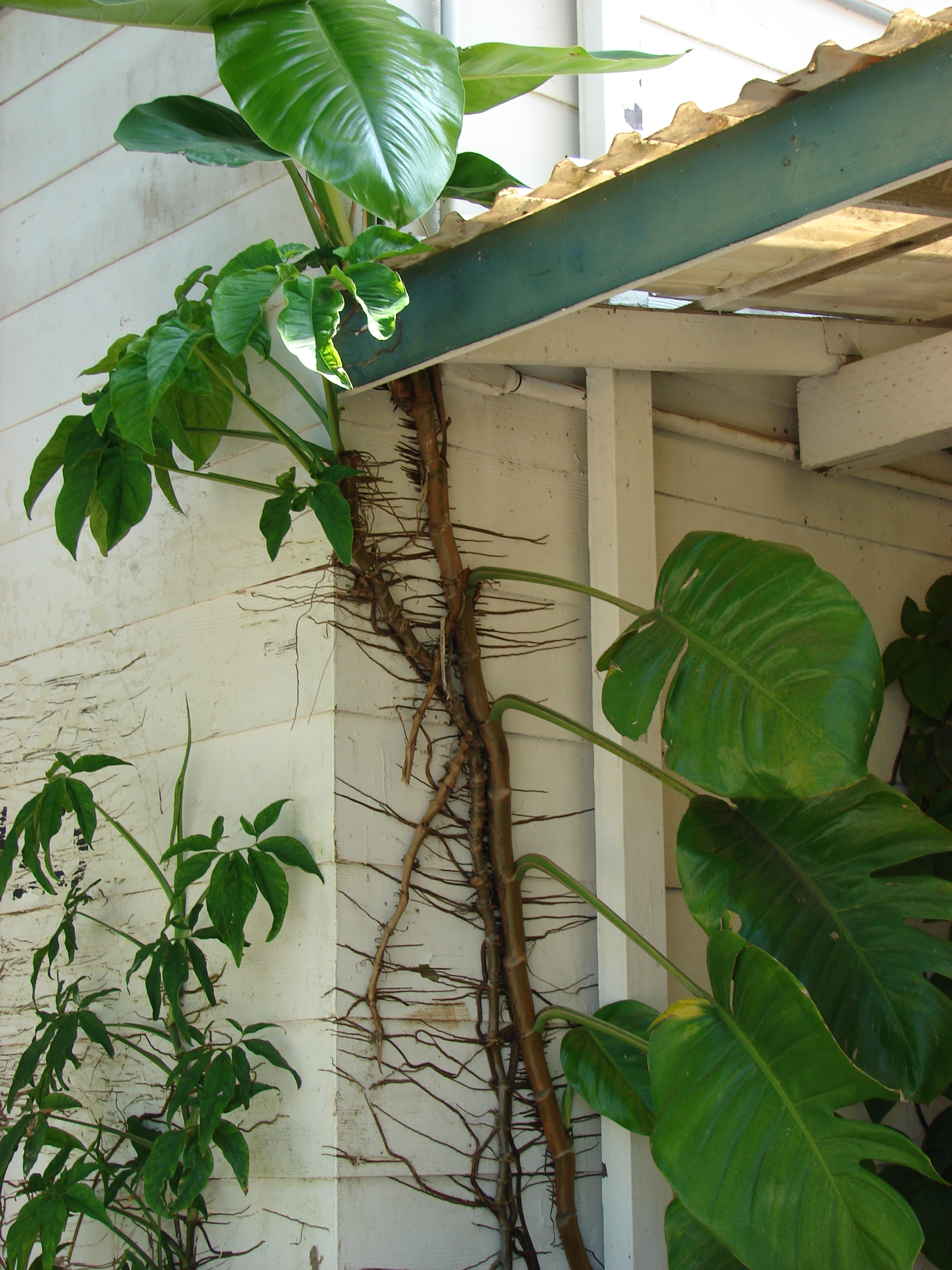
Epipremnum pinnatum, вьющийся по стене дома. Атолл Мидуэй, остров Песчаный

По данным Королевских ботанических садов в Кью в род входят 14 видов:
- Epipremnum amplissimum (Schott) Engl. (1881)
- Epipremnum aureum (Linden & André) G.S.Bunting (1964) — Эпипремнум золотистый. Популярнейшее комнатное растение, при этом одно из наиболее неприхотливых. В литературе по комнатному садоводству данный вид может фигурировать и под множеством других названий: Scindapsus aureus (Сциндапсус золотистый, или просто Сциндапсус)[7], Pothos aureum (Потос золотистый, или просто Потос), Raphidophora aurea (Рафидофора золотистая), Epipremnum pinnatum 'Aureum'[2]. По одним источникам это самостоятельный вид[8], другие же источники не выделяют его из вида Epipremnum pinnatum (L.) Engl. (1908)[9].
- Epipremnum carolinense Volkens (1901)
- Epipremnum ceramense (Engl. & K.Krause) Alderw. (1920)
- Epipremnum dahlii Engl. (1898) — Эпипремнум Даля. Вид назван в честь шведского ботаника Андерса Даля (1751—1789).
- Epipremnum falcifolium Engl. (1898)
- Epipremnum giganteum (Roxb.) Schott (1857) — Эпипремнум гигантский
- Epipremnum meeboldii K.Krause (1910)
- Epipremnum moluccanum Schott (1863) — Эпипремнум моллукский
- Epipremnum moszkowskii K.Krause (1911)
- Epipremnum obtusum Engl. & K.Krause (1916) — Эпипремнум притуплённый
- Epipremnum papuanum Alderw. (1920) — Эпипремнум папуасский
- Epipremnum pinnatum (L.) Engl. (1908) — Эпипремнум перистый [syn.  Epipremnum mirabile Schott (1858) typus]
- Epipremnum silvaticum Alderw. (1920)

Ранее к эпипремнуму относили и другие виды, сейчас включаемые в другие роды:
- Epipremnum asperatum Engl. = Amydrium zippelianum (Schott) Nicolson
- Epipremnum beccarii Engl. = Rhaphidophora beccarii (Engl.) Engl.
- Epipremnum elmerianum Engl. = Amydrium magnificum (Engl.) Nicolson
- Epipremnum foraminiferum Engl. = Rhaphidophora foraminifera (Engl.) Engl.
- Epipremnum humile (Schott) Hook. f. = Amydrium humile Schott
- Epipremnum luzonense K.Krause = Amydrium magnificum (Engl.) Nicolson
- Epipremnum magnificum Engl. = Amydrium magnificum (Engl.) Nicolson
- Epipremnum mampuanum Alderw. = Amydrium magnificum (Engl.) Nicolson
- Epipremnum medium (Zoll. & Moritzi) Engl. ex DC. = Amydrium medium (Zoll. & Moritzi) Nicolson
- Epipremnum minatum Elmer = Amydrium magnificum (Engl.) Nicolson
- Epipremnum multicephalum Elmer = Rhaphidophora korthalsii Schott
- Epipremnum palauense Koidz. = Rhaphodophora koidzumii Kaneh.
- Epipremnum philippinense Engl. & K.Krause ex Engl. = Amydrium magnificum (Engl.) Nicolson
- Epipremnum sorsogonense Elmer ex Merr. = Amydrium magnificum (Engl.) Nicolson
- Epipremnum truncatum Engl. & K.Krause in Engl. = Amydrium medium (Zoll. & Moritzi) Nicolson
- Epipremnum zippelianum (Schott) Engl. = Amydrium zippelianum (Schott) Nicolson